# 退貨兒童
《退貨兒童》（韓語：아이쇼핑）是韓國ENA自2025年7月21日至8月12日間播出的月火連續劇，由《時尚王》電影導演吳基煥和編劇安素貞合作，廉晶雅、元真兒、崔英俊、金珍映主演。
本劇自企劃階段，便以在OTT平台上線做準備與拍攝。殺青後，除了接洽OTT平台，也受到ENA等頻道的關切。最終，本劇分為ENA電視版本以及TVING獨佔版本。
台灣由Friday影音、Hami Video和愛奇藝同日跟播。新加坡、马来西亚、文莱、印尼、菲律宾则通过K-Plus频道于星期一、二晚间10点30分（UTC+8）与韩国同日播出。

## 劇情概要
一部講述被養父母拋棄後，在死亡邊緣掙扎求生的孩子們的復仇故事的動作驚悚片。

## 演員陣容

### 主要人物
- 廉晶雅 飾演 金世熙，SH醫療基金會執行長兼非法買賣領養組織負責人。[4]
- 元真兒 飾演 金我炫（童年：申妍雨），24歲，倖存兒童的領袖和精神支柱。[4]
- 崔英俊 飾演 禹泰植，非法買賣領養下屬，被退還兒童的監護人。[4]
- 金珍映 飾演 鄭鉉（少年：朴賀浚），非法買賣領養的實際經營者，由世熙飼養的人間兵器。[4]

### 其他人物
- 李娜恩 飾演 素美，19歲，本名韓宥娜，韓哲洙的女兒。被名門私立小學校長夫婦收養，卻突然被遺棄。養父曾催眠她，並強暴。夢想是成為偶像歌手。[5]
- 吳承俊 飾演 碩洙，21歲，本名權成宇，權康萬的兒子。被一位有望成為總統候選人的政治家收養，作為樣板，卻遭到虐待和拋棄。他是孩子們中最溫柔、最熱心的一個。[6]
- 安智浩 飾演 主安，19歲，本名尹智碩，尹世勳的兒子。被一個大教堂的腐敗牧師收養，但因精神創傷而被遺棄。和同年紀的孩子一樣，他喜歡遊戲，擅長操作各種機器。[7]
- 姜智勇（강지용） 飾演 崔時宇，由於父母的貪婪，他被迫與哥哥姐姐一起就讀國際學校，但他一直都很開朗。當被發現沒有學習天賦時，他被逐出學校。
- 孫鐘鶴 飾演 權康萬，碩洙的父親。下次總統的有力候選人，也是執政黨的領導人。他獲得了世熙的巨額贊助。
- 宋英奎 飾演 尹世勳，主安的父親。一所大教會的主任牧師。受人尊敬，但內心冷酷無情。負責世熙的洗錢工作。
- 林在明（임재명） 飾演 韓哲洙，素美的父親。首爾一所著名私立小學的校長。聲名顯赫，卻隱藏著一個不可告人的秘密。
- 金永俊 飾演 崔鉉奎，崔時宇的父親。
- 崔侑河 飾演 朴敏珠，崔時宇的母親。
- 裴民熙 飾演 林景美，素美的母親。[5]
- 韓秀妍 飾演 第一夫人。
- 金智安 飾演 金我炫，金世熙的女兒。外表出眾，頭腦聰明，一切都與世熙相似。他在實現世熙扭曲的慾望方面扮演著重要的角色。
- 到流（도유） 飾演 圭泰，鄭鉉的手下。 [8]
- 金裕俊（김유준） 飾演 周恩潔，內心深處傷痛和困惑的學生。[9]
- 朴智妍 飾演 金娜妍，徐恩祖的母親。

### 特別出演
- 金秀路 飾演 東哲，負責處理退款的兒童。
- 柳承穆 飾演 偷渡船業者
- 李珉宇 飾演 世熙的丈夫
- 成勛 飾演 總統[10]
- 黃石正 飾演 醫生
- 李在宇 飾演 徐恩祖的父親

## 迴響
本劇因題材刺激，加上廉晶雅的反派演技而受到好評，但初次挑戰正劇的金珍映，因不自然的發聲、尷尬的步伐而收獲負評，另有部分觀眾則無法接受選角深陷APRIL隊內霸凌爭議的李娜恩。

### 收視率
《退貨兒童》於2025年7月21日在韓國有線電視ENA開播，首集取得1.7%的收視率，雖然低於前一檔《主婦偵探社Salon de Holmes》的完結收視（3.6%），但高於前一檔的開播收視（1.3%）。本劇曾連續2集收視上漲，並於最終回第8集創下自身最高收視2.3%。與同期同日播映的戲劇相比，本劇收視低於同屬有線電視的tvN月火劇《牽牛和仙女》，以及同樣由廉晶雅主演的《初次，為了愛》。
| 季數 | 季數 | 每季集數 | 每季集數 | 每季集數 | 每季集數 | 每季集數 | 每季集數 | 每季集數 | 每季集數 |
| 季數 | 季數 | 1        | 2        | 3        | 4        | 5        | 6        | 7        | 8        |
| ---- | ---- | -------- | -------- | -------- | -------- | -------- | -------- | -------- | -------- |
|      | 1    | 392      | 471      | 493      | 491      | 469      | 472      | 477      | 515      |

| 集數 | 播出日期      | 尼爾森全國收視率 | 尼爾森全國收視率 | 尼爾森首都圈收視率 | 尼爾森首都圈收視率 |
| 集數 | 播出日期      | 家庭戶比例       | 人數（百萬）     | 家庭戶比例         | 人數（百萬）       |
| ---- | ------------- | ---------------- | ---------------- | ------------------ | ------------------ |
| 1    | 2025年7月21日 | 1.747%           | 0.392            | 1.963%             | 0.219              |
| 2    | 2025年7月22日 | 2.063%           | 0.471            | 2.036%             | 0.242              |
| 3    | 2025年7月28日 | 2.264%           | 0.493            | 2.670%             | 0.292              |
| 4    | 2025年7月29日 | 2.199%           | 0.491            | 2.310%             | 0.247              |
| 5    | 2025年8月4日  | 2.128%           | 0.469            | 2.094%             | 0.231              |
| 6    | 2025年8月5日  | 2.175%           | 0.472            | 1.975%             | 0.207              |
| 7    | 2025年8月11日 | 2.028%           | 0.477            | 1.815%             | 0.199              |
| 8    | 2025年8月12日 | 2.312%           | 0.515            | 2.255%             | 0.248              |

## 爭議

### 演員酒駕
宋英奎於2025年6月19日酒駕，警方則於7月25日正式公布此消息。由於本劇為事前製作，已經完成所有拍攝，因此劇組決定在不影響劇情的情況下，盡可能刪減其戲份。8月4日，宋英奎被發現於車內身亡，享年55歲。

### 放送事故
本劇在韓國於ENA播畢後，會由獨家取得網路播映權的TVING以VOD形式上線。然而，原定於2025年8月5日釋出第6集，結果TVING卻誤上傳最終回第8集。儘管在上傳20分鐘後緊急撤下，並更正為第6集，但仍導致已透過VOD觀賞的觀眾感到混亂，同時造成劇透傳播的可能性。TVING解釋在上傳影像的過程中，數據映射（mapping，將輸入的資料配置到目的地）出錯，並為此致歉，同時表明將藉此檢驗內部機制、加強管理制度。

## 外部鏈接
- 官方网站 
- Daum上《退貨兒童》的資料
- 豆瓣电影上《退貨兒童》的資料 （简体中文）
- 《退貨兒童》在HanCinema的页面（英文）

| ENA 月火劇                                                | ENA 月火劇                               | ENA 月火劇 |
| --------------------------------------------------------- | ---------------------------------------- | ---------- |
|                                                           | 退貨兒童 （2025年7月21日—2025年8月12日） |            |
| 主婦偵探社Salon de Holmes （2025年6月16日—2025年7月15日） | 金子般我的明星 （2025年8月18日—）        |            |